# Rame nativo
Il rame nativo è un minerale composto quasi esclusivamente da rame con piccole quantità di altri metalli.

## Storia
Il rame è un metallo noto sin dalla preistoria, uno tra i primi ad essere utilizzato sia come metallo singolo sia per fabbricare insieme allo stagno il bronzo. Veniva utilizzato per fabbricare vari oggetti, tra cui monili, oggetti sacri ed armi. La sua importanza diminuì quando l'uomo imparò ad utilizzare il ferro difatti, quando gli Ittiti utilizzarono le armi di ferro sconfissero gli antichi Egizi che utilizzarono ancora le armi in bronzo. In seguito è citato da Plinio il suo nome deriva da aeramen che significa rame e bronzo, mentre il vocabolo medievale cuprum ad indicare sempre lo stesso elemento è riferibile al greco kupros nome arcaico di Cipro dove il minerale è stato trovato per la prima volta.

## Abito cristallino

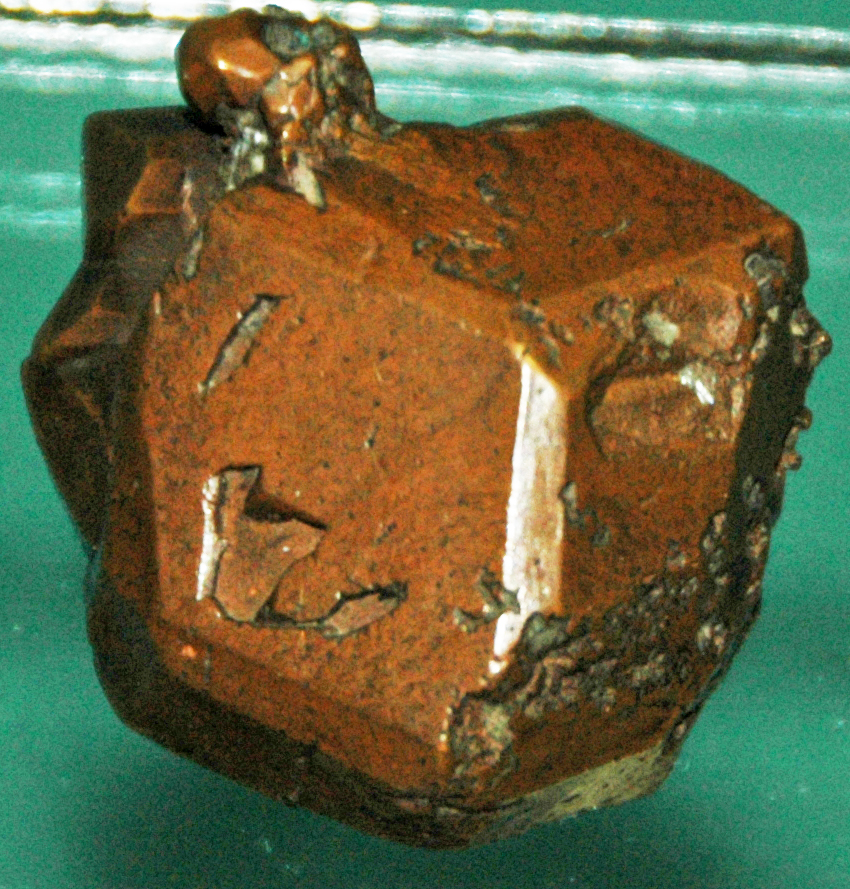
Cristallo dodecaedrico di rame, rinvenuto in rocce precambriane in Michigan

I rari cristalli sono cubici od ottaedrici.

## Origine e giacitura
I giacimenti di rame sono correlati a rocce ultrabasiche composte da minerali di ferro e magnesio ma si forma anche a determinati processi chimici in giacimenti di solfuri.

## Forma in cui si presenta in natura
In masse compatte in dendriti o filamenti molto tipici. Il rame è anche pseudomorfo su altri minerali, tra cui calcite, aragonite e calcite sostituendo questi minerali ed assumendone l'abito. Generalmente è ricoperto da patine nere o iridescenti composte da ossidi di rame o da malachite. 

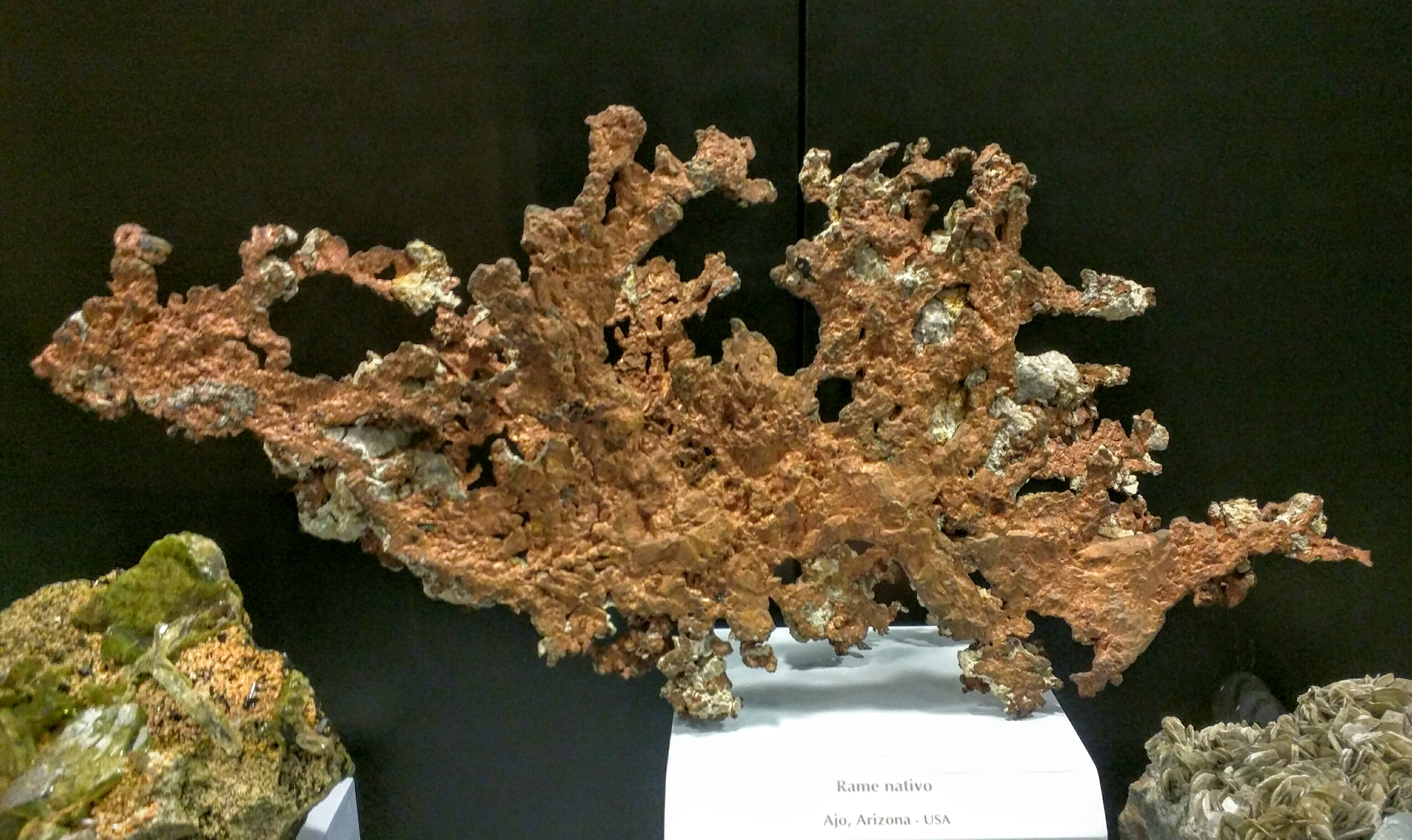
Rame nativo dell'Arizona, esemplare presente nel Museo di scienze planetarie di Prato

## Utilizzi
Il rame nativo ha scopi industriali raramente in quanto è preferibile estrarlo da minerali più abbondanti tra cui la cuprite, la calcopirite, la covellite e la tetraedrite. Tuttavia, sin dall'antichità il rame è stato utilizzato per fabbricare il bronzo. Prima dell'avvento dell'alluminio, inoltre, il rame veniva utilizzato per fabbricare pentolame. Attualmente viene utilizzato per la fabbricazione di cavi elettrici. Viene anche utilizzato per produrre l'ottone con l'aggiunta di zinco. Alcuni suoi sali sono utilizzati per creare il verderame usato come fungicida.

## Caratteristiche fisico-chimiche
È in effetti impossibile conservare il rame nativo senza che si alteri il suo colore originario senza apporvi delle sostanze protettive.

## Località di ritrovamento
- In Europa: Germania, Finlandia, Russia;[2] Ems nell'Assia-Nassau; in Cornovaglia (Regno Unito); presso Puget-Théniers (Francia);[1]
  - In Italia: Val di Cecina (provincia di Pisa); Impruneta (provincia di Firenze); Valmalenco (Provincia di Sondrio);  e Saint-Marcel (miniera ora inattiva) (Valle d'Aosta);[2] Villaputzu (miniera di Baccu Locci) (Provincia di Cagliari)
- In America: Bolivia; forse in Cile;[1]
  - Negli Stati Uniti: Lago Superiore qui sono venuti alla luce anche campioni di diverse tonnellate; Arizona; New Jersey[2] e Nuovo Messico[1]